# Molophilus variatus
Molophilus variatus är en tvåvingeart som beskrevs av Alexander 1952. Molophilus variatus ingår i släktet Molophilus och familjen småharkrankar. Inga underarter finns listade i Catalogue of Life.